# 137165 Annis
137165 Annis è un asteroide della fascia principale. Scoperto nel 1999, presenta un'orbita caratterizzata da un semiasse maggiore pari a 3,1903985 UA e da un'eccentricità di 0,2115710, inclinata di 9,58778° rispetto all'eclittica.